# Herkunft (Stanišić)
Herkunft ist der Titel eines 2019 im Luchterhand Literaturverlag erschienenen teilweise autobiographischen Romans des aus Bosnien und Herzegowina stammenden deutschsprachigen Schriftstellers Saša Stanišić. Das Buch wurde mit dem Deutschen Buchpreis des Börsenvereins des Deutschen Buchhandels als bester deutschsprachiger Roman des Jahres 2019 ausgezeichnet.

## Inhalt

### Handlung
Ein Ich-Erzähler schreibt in dem Roman über seine Herkunft, darüber, was das ist: Herkunft. Das Buch beginnt sowohl in der Vergangenheit als auch in der Gegenwart. Zudem veranschaulicht der Beginn ein weiteres wichtiges Thema: die Erinnerung. Kristina, die Großmutter des Erzählers, leidet an Demenz. Die Familiengeschichte des Ich-Erzählers, die Beschreibung der mit Völkermord verbundenen Jugoslawienkriege, die Geschichte einer Integration und der Tod der Großmutter werden in dem Roman miteinander verwoben.
Für den Ich-Erzähler hat im Alter von 14 Jahren eine neue Zeit in einem anderen Land angefangen, in Heidelberg ist er aufgewachsen und hat seine ersten Eindrücke in einem fremden Land erlebt. Seine Eltern haben nicht in ihren Berufen arbeiten dürfen und können es in der Gegenwart immer noch nicht, sondern nur unter ihrer Qualifikation arbeiten. Ihr Sohn hat Deutsch gelernt und versucht, sich in dem Land zu integrieren, in dem im Jahr seiner Ankunft bei den Ausschreitungen in Rostock-Lichtenhagen zwischen dem 22. und 26. August 1992 rassistisch motivierte Angriffe stattgefunden haben.
In dem Roman erfährt der Leser von den sprachlichen Problemen des Erzählers und davon, wie er sich als Migrant gefühlt hat. Er hat sich mit anderen Migranten im Stadtteil Emmertsgrund im Süden Heidelbergs auf dem Gelände einer Aral-Tankstelle getroffen. Weiter erzählt der Ich-Erzähler von seiner ersten Liebe, von seinen ersten deutschen Freunden, welche sich stark von der Tankstellen-Clique unterscheiden, und von seinem Deutschlehrer, der ihm rät, Gedichte auf Deutsch zu schreiben und nicht in seiner Muttersprache (es ist genau dieser Deutschlehrer, der sein Talent zum Schreiben entdeckt).
Das Buch erzählt von zwei Besuchen in Oskoruša, einem kleinen Ort in den Bergen östlich von Višegrad: einmal im Jahr 2009 mit seiner Großmutter und einmal 2018 mit seinen Eltern. Beim ersten Besuch trifft er zusammen mit seiner Großmutter einen Verwandten namens Gavrilo und dessen Frau Marija. Da Oskoruša der Herkunftsort der Familie des Erzählers ist, meint Gavrilo, dass der Erzähler dorthin gehöre, weil er dort seine Wurzeln habe. Die Demenz der Großmutter beginnt 2009. Sie lebt seitdem immer mehr in der Vergangenheit und bricht sich beim Hinaufklettern auf einen Ofen einen Arm. Ihre Angehörigen haben entschieden, Kristina in ein Altenheim zu bringen. Der Erzähler sieht seine Großmutter dort 2018 zum letzten Mal während seines zweiten Aufenthalts in Oskoruša.
Die Handlung weist viele autobiographische Bezüge zum realen Leben Stanišić' auf: Der Autor Stanišić wurde 1978 in Višegrad im damaligen Vielvölkerstaat Jugoslawien geboren; seine Heimatstadt liegt heute im unabhängigen Bosnien und Herzegowina. Er floh 1992 mit seinen Eltern nach Deutschland. Sein Vater ist ein aus Bosnien stammender Serbe, seine Mutter als Muslimin kategorisierte Bosniakin. Die von außen fixierte Zugehörigkeit der Eltern zu einer Ethnie und zu einer Religion spielten für den Erzähler – wie auch für die Eltern – bis zum Anlass der Flucht, dem Bosnienkrieg, den Stanišić auch schon in seinem Debütroman Wie der Soldat das Grammofon repariert verarbeitete, im Alltag kaum eine Rolle.

### Personen
Hauptpersonen des Romans sind neben dem Autor und Erzähler seine Eltern sowie seine Großeltern. Dazu kommen Freunde und Bekannte in Deutschland und in Bosnien.
- Saša Stanišić: Er ist der Erzähler seiner Geschichte.
- Vater: Studierter Betriebswirt.
- Mutter: Politologin.
- Großmutter Kristina Stanišić: Sie ist dement und verliert ihre Erinnerungen während Saša die seinen niederschreibt.
- Großvater Petar („Pero“) Stanišić ist schon lange tot, als Kristina ihn auf dem Berg Vijarac suchen will.
- Großvater (mütterlicherseits) Muhamed (Eisenbahner) überlebt Großmutter Mejrema.
- Deutschlehrer: Ein für Saša wichtiger Lehrer, da er auf wichtige Themen aufmerksam macht.
- Großtante Zagorka: Sie ist ein Symbol für Ehrgeiz und Hoffnung, da sie einst mit 15 Jahren mit nichts als ihren Ziegen loszieht, um Kosmonautin zu werden.
- Dr. Heimat: Er ist Zahnarzt und Saša eine Hilfe in Deutschland.
- Gavrilo Stanišić: Verwandter aus Oskoruša, der mit Saša über Heimat spricht.
- Marija: Gavrilos Frau.
- Sretoje: Gavrilos Bruder.

## Reale Hintergründe

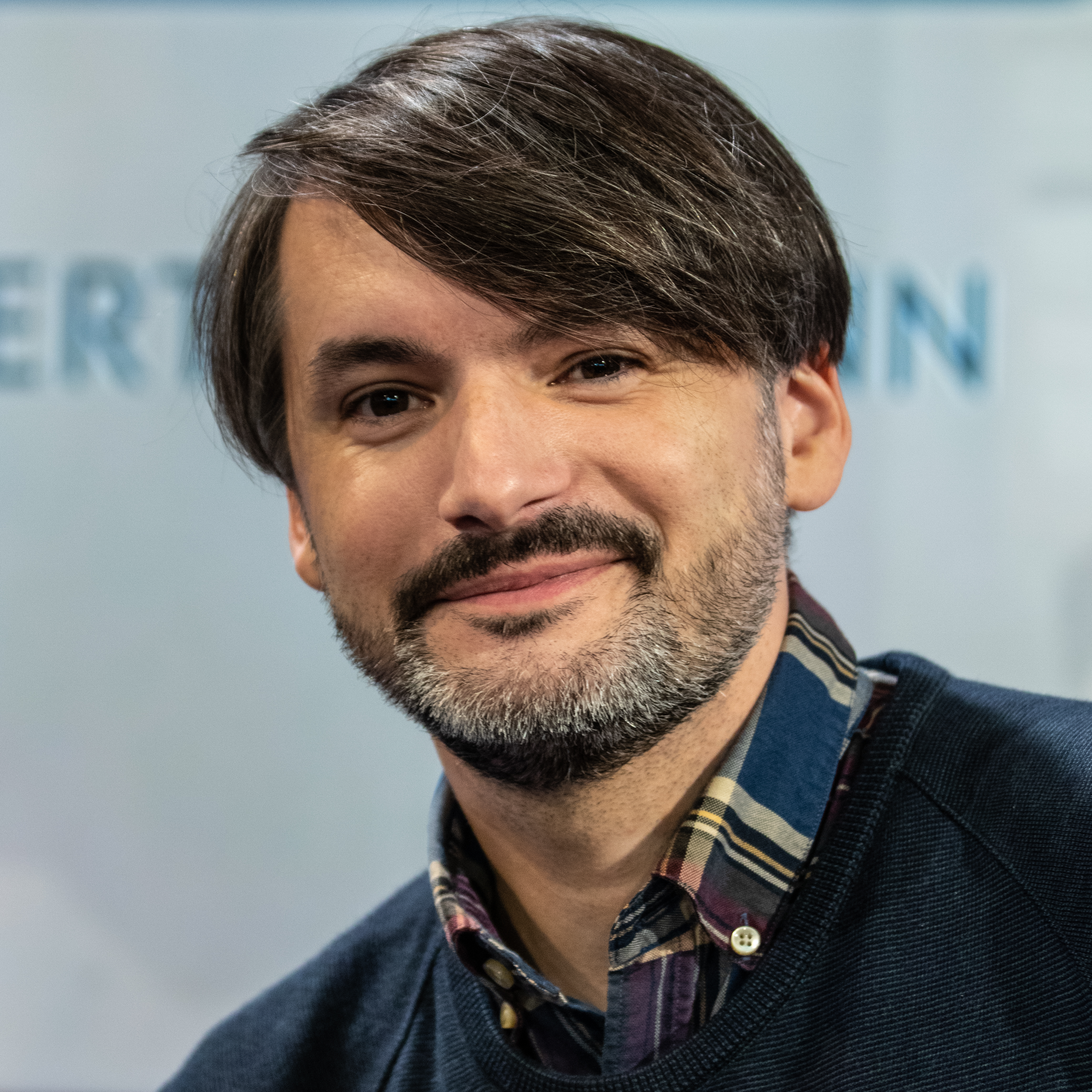
Saša Stanišić (2019)

Reale Hintergründe für die im Roman beschriebenen Situationen liegen in der Biographie des Autors Saša Stanišić. Er kam als 14-Jähriger im Jahr 1992 aus dem in Einzelstaaten zerfallenden Jugoslawien nach Deutschland.

## Form

### Aufbau
Das Werk ist nicht streng chronologisch geschrieben. Saša Stanišić pendelt zwischen Autobiografie und Roman, zwischen Geschichte und Recherche.
Die Aachener Zeitung schreibt dazu: „Stanisic (…) sammelt Erinnerungsfragmente und verbindet sie erzählerisch. Weil Erinnerung nicht chronologisch abläuft, springt er zwischen Orten, Personen, Lebensphasen. Wie er das tut, ist große Erzählkunst.“

### Sprache
Der Autor schreibt liebevoll und poetisch, vor allem um Figuren und Personen zu beschreiben. Für Ereignisse und Vorfälle wird er sehr kunstvoll und präzise.
Volker Weidermann schreibt dazu 2019 im Spiegel, Stanišić sei „(…) ein Autor, der auch über ein Stück Käse oder das Leben einer Maus oder Verkehrspolitik so präzise, poetisch, politisch und persönlich schreiben könnte, dass man es unbedingt und gerne freiwillig lesen möchte.“

### Erzählform
Der Roman wird vom Autor überwiegend in der Ich-Form erzählt. Der letzte, in Form eines Pen-&-Paper-Rollenspiels gestaltete Teil, wechselt aus der Ich-Perspektive in die 2. Person Singular.

## Rezeption
Der Roman erschien am 18. März 2019 im Verlag Luchterhand. Das Buch wurde von Literaturkritikern positiv bewertet.
Für die Frankfurter Allgemeine Zeitung schrieb Sandra Kegel am 16. März 2019, die Beschreibungen in dem Roman seien ein „zauberhaftes Anschreiben gegen das Vergessen“.
Richard Kämmerlings schrieb für Die Welt, das Buch sei „von großer Bedeutung“.
Ijoma Mangold von der Zeit Online schrieb am 13. März 2019: „Herkunft ist dort brillant, wo es von der Ankunft erzählt“. Nach Mangold ist Saša Stanišić ein Sprachspieler, der voller Freude darüber sei, was seine Sätze alles können. Mangold lobt die kalauernden, rührenden, reflektierenden sowie die zum Lachen bringende Momente im Roman. Stanišić könne mit dieser Sprache die jugoslawische Tito-Welt, in der er seine Kindheit verbrachte, ebenso heraufbeschwören wie das Deutschland der Nullerjahre in einem brandenburgischen Dorf, als dessen zärtlich-ironischer Ethnologe er sich in seinem Roman „Vor dem Fest“ erwiesen hat.
Bundeskanzler Olaf Scholz zitierte in seiner Rede vom 28. November 2022 zur Veranstaltung „Deutschland. Einwanderungsland.“ die Passage „Jedes Zuhause ist ein zufälliges: Dort wirst du geboren, hierhin vertrieben, (…) Glück hat, wer den Zufall beeinflussen kann. Wer sein Zuhause nicht verlässt, weil er muss, sondern weil er will.“

## Ehrungen
Der Roman erhielt Ehrungen:
- Deutscher Buchpreis 2019
- Eichendorff-Literaturpreis 2020
- Hamburger „Buch des Jahres“ 2019
- Hans-Fallada-Preis der Stadt Neumünster 2020[5]
- Usedomer Literaturpreis 2020
- Europese Literatuurprijs 2021[6]

### Verleihung des Deutschen Buchpreises
Die Jury begründete die Vergabe wie folgt:

„Saša Stanišić ist ein so guter Erzähler, dass er sogar dem Erzählen misstraut. Unter jedem Satz dieses Romans wartet die unverfügbare Herkunft, die gleichzeitig der Antrieb des Erzählens ist. Verfügbar wird sie nur als Fragment, als Fiktion und als Spiel mit den Möglichkeiten der Geschichte. Der Autor adelt die Leser mit seiner großen Phantasie und entlässt sie aus den Konventionen der Chronologie, des Realismus und der formalen Eindeutigkeit. „Das Zögern hat noch nie eine gute Geschichte erzählt“, lässt er seine Ich-Figur sagen. Mit viel Witz setzt er den Narrativen der Geschichtsklitterer seine eigenen Geschichten entgegen. „Herkunft“ zeichnet das Bild einer Gegenwart, die sich immer wieder neu erzählt. Ein „Selbstporträt mit Ahnen“ wird so zum Roman eines Europas der Lebenswege.“

(Anmerkung: Tatsächlich sagt den Satz „Das Zögern hat noch nie eine gute Geschichte erzählt“ im Roman nicht der Ich-Erzähler, sondern dessen Großmutter.)
In seiner Rede aus Anlass der Verleihung des Deutschen Buchpreises kritisierte Saša Stanišić die Entscheidung, den Nobelpreis für Literatur 2019 an Peter Handke zu vergeben, wegen dessen Parteinahme für Slobodan Milošević und den serbischen Nationalismus. Gleichzeitig begrüßte er die Verleihung an Olga Tokarczuk. Er sagte, er spreche

„weil ich das Glück hatte, dem zu entkommen, was Peter Handke in seinen Texten nicht beschreibt. Dass ich hier heute vor Ihnen stehen darf, habe ich einer Wirklichkeit zu verdanken, die sich dieser Mensch nicht angeeignet hat, und die in seine Texte der 90er Jahre hineinreicht. (…) Mich erschüttert so was, dass so was prämiert wird. (…) Ich stehe hier, um eine andere Literatur zu feiern. Ich feiere die anderen 50 Prozent. Ich feiere Olga Tokarczuk. Ich feiere eine Literatur, die alles darf und alles versucht, auch gerade im politischen Kampf mittels Sprache zu streiten. (…) Lassen Sie mich doch aber jetzt mit einer freudigen Note enden: Ich freue mich wirklich über Ihre Auszeichnung. Ich danke der Jury. Ich danke meinem fantastischen Verlag. Jederzeit in allen Dingen waren sie für mich da – Gesprächspartner, Freund, Ratgeber. Vielen Dank Ihnen, den Anwesenden, viel Kraft in den nächsten Tagen! Lassen Sie sich nicht anstecken – außer von guter, verkäuflicher und unverkäuflicher Literatur.“

## Lesereise zum Buch
Die Lesereise zum Buch musste Saša Stanišić im Frühjahr 2020 aufgrund der Beschränkungen im Zuge der COVID-19-Pandemie unterbrechen. Im Juli 2020 wurde sie fortgesetzt.

## Ausgaben
Die erste Ausgabe von Herkunft erschien am 18. März 2019 mit festem Einband, die Taschenbuchausgabe am 14. September 2020.
- Luchterhand Literaturverlag, München, 2019, ISBN 978-3-630-87473-9.
- btb Verlag, München 2020, ISBN 978-3-442-71970-9.

Die Rechte am Buch für Ausgaben in anderen Sprachen wurden vom Verlag in die Länder Bulgarien (Colibri), China (Horizon), Kroatien (Fraktura), Dänemark (Batzer), Frankreich (Stock), Griechenland (Hestia), Italien (Keller), Südkorea (EunHaeng NaMu), Nordmazedonien (Antolog), Niederlande (Ambo Anthos), Norwegen (Cappelen Damm), Rumänien (Paralela 45), Slowakei (Ikar) und Spanien (Angle) verkauft.

## Hörbücher
- Herkunft, Gekürzte Lesung mit Saša Stanišić, Laufzeit: 5 h 39 min, der Hörverlag, 2019, ISBN 978-3-8445-3302-6.

## Bühnenfassungen
Im Oktober 2020 hatte eine Bühnenfassung mit Jakob Immervoll, Jan Meeno Jürgens, Jonathan Müller, Pola Jane O’Mara, Nina Steils und Anne Stein am Münchner Volkstheater Premiere. Regie führte Felix Hafner.
2021 feierte eine Bühnenfassung von Johanna Wehner mit Patrick Schnicke, László Branko Breiding, Christoph Bornmüller und Matthias Breitenbach Premiere am Nationaltheater Mannheim.
Im November 2023 wurde eine Bühnenfassung von Mirja Biel mit Jan Byl, Ingrid Domann, Michael Fuchs, Anna-Lena Hitzfeld, Heiner Kock und Musiker Peter Thiessen (Kante) beim Theater Lübeck uraufgeführt.